# 死生之交 (電視劇)
《死生之交》（英語：Dead to Me）是由《破產姊妹花》編劇利茲·費爾德曼開創，並由費爾德曼、威爾·法洛和《大賣空》金獎編劇亞當·麥凱擔任執行製作的美國黑色幽默網路電視影集。
本劇於2019年5月3日在Netflix首播，由克麗絲汀娜·雅柏蓋特和琳達·卡迪林尼領銜主演。第一季獲得高度好評。2019年6月，Netflix公佈續訂第二季，並於2020年5月8日發布。其後，雅柏蓋特憑藉此劇獲得第71屆黃金時段艾美獎喜劇類最佳女主角提名。
2020年7月，本劇續訂第三季，同時也是最終季。由於遇到COVID-19大流行，第三季的製作預定推遲到2021年春末進行，之後又因為雅柏蓋特被診斷出罹患多發性硬化症並投入治療，而再進一步推遲。第三季最終定於2022年11月17日發布。本劇於第72屆黃金時段艾美獎獲得四項提名，其中包括最佳喜劇類影集獎和兩項喜劇類最佳女主角項目，雅柏蓋特和卡迪林尼皆有獲得提名。之後雅柏蓋特於第75屆黃金時段艾美獎得到她的第三次喜劇類最佳女主角提名。

## 劇情概要
本劇背景設於加州拉古納海灘。講述遭受心理創傷的寡婦珍（Jen）以及她在治療所認識的友人茱蒂（Judy）之間的情誼。
珍是個房地產經紀人，因為丈夫在一場肇事逃逸的車禍中身亡，讓她開始尋找兇手，並以憤怒、尖酸刻薄的態度來發洩心中的悲傷。珍在一間治療所的支持小組中遇見茱蒂，一個聲稱自己因為未婚夫心臟病驟逝而感到悲痛的女子。兩人以截然不同的方式應對困難，珍容易陷入負面黑暗的狀態，茱蒂則是保持積極正面的態度。她們的個性可說是天差地別，卻也十分互補，並且在學習應對困難的過程中越走越近，成為摯友。然而，當珍一步步解開丈夫身故之謎和茱蒂隱藏的秘密，她也變得更加錯亂......

## 演員

### 主演
- 克麗絲汀娜·雅柏蓋特 飾演 珍·哈汀（Jen Harding），房地產經紀人。個性強勢、難相處，是連家人都感到吃力的程度。自從丈夫泰德被撞死而兇手肇事逃逸後，變得十分情緒化，終日沉溺在憤怒與黑暗負面的想法之中，直到遇見茱蒂才慢慢找回快樂。
- 琳達·卡迪林尼 飾演 茱蒂·海爾（Judy Hale），養老院看護。性格天真浪漫、積極正面，也很愛哭。與珍在治療所的悲傷支持小組相遇，進而成為朋友。雖然最初是有目的性的接近珍，卻在不知不覺中喜歡上對方，並暗自希望這段情誼能長長久久。
- 詹姆斯·馬斯登 飾
  - 史蒂夫·伍德（Steve Wood），茱蒂的前未婚夫。經營藝廊，私底下和希臘黑手黨合作，並利用茱蒂的畫作洗錢。
  - 班·伍德（Ben Wood），於第二季登場，史蒂夫的雙胞胎兄弟，是名脊醫生。意外與珍發展出超友誼關係。
- 麥克斯·詹金斯（英语：Max Jenkins） 飾 克里斯多福·道爾（Christopher Doyle），珍的商業夥伴和朋友。
- 山姆·麥卡錫（英语：Sam McCarthy (actor)） 飾 查理·哈汀（Charlie Harding），珍的大兒子。處於叛逆期的青少年，與珍常有摩擦。
- Luke Roessler 飾 亨利·哈汀（Henry Harding），珍的小兒子。年紀尚幼，是個愛撒嬌的孩子。

### 常設角色
- 戴安娜-瑪麗亞·里瓦（英语：Diana-Maria Riva） 飾 安娜·普雷茲（Ana Perez），負責泰迪那件肇事逃逸案的警探。
- 布蘭登·史考特（英语：Brandon Scott (actor)） 飾 尼克·普拉格（Nick Prager），一名警探。某次下崗時與悲傷的茱蒂相遇，並短暫約會過一段時間。
- 瓦萊麗·馬哈菲 飾 羅娜·哈汀（Lorna Harding），珍的婆婆和泰德的母親。
- 娜塔莉·莫拉萊斯（英语：Natalie Morales (actress)） 飾 米歇爾（Michelle），第二季登場，是位多才多藝的主廚。茱蒂的戀人兼安娜的前女友。
- 愛德華·阿斯納 飾 阿貝·里夫金（Abe Rifkin），茱蒂工作的養老院的住民，也是她的朋友。
- 沈庚（英语：Keong Sim） 飾 韋恩牧師（Pastor Wayne），珍和茱蒂的悲傷支持小組的組長。
- 特爾瑪·霍普金斯 飾 尤蘭達（Yolanda），悲傷支持小組的成員。
- 莎迪·史丹利（英语：Sadie Stanley） 飾 帕克（Parker），查理短暫有過好感的對象，自稱微網紅。
- Haley Sims 飾 凱莉（Kayley），史蒂夫的助手。
- Blair Beeken 飾 溫蒂（Wendy），悲傷支持小組的成員。
- Edward Fordham Jr. 飾 凱爾（Kyle），悲傷支持小組的成員。
- 法蘭西絲·康諾 飾 艾琳·伍德（Eileen Wood），史蒂夫和班的母親。
- 中村蘇西（英语：Suzy Nakamura） 飾 凱倫（Karen），珍的神經質鄰居。
- 傑爾·伯恩斯 飾 霍華德·黑斯廷斯（Howard Hastings），第二季登場，與希臘黑手黨合作的腐敗警察局長。
- 葛瑞特·迪拉杭特 飾 格倫·莫拉尼斯（Glenn Moranis），第三季登場，一名聯邦調查局特務，正在調查史蒂夫的死亡以及與希臘黑手黨的關係。

## 集數
| 季數 | 集数 | 集数 | 上線日期       | 上線日期       |
| ---- | ---- | ---- | -------------- | -------------- |
| 1    | 10   | 10   | 2019年5月3日   | 2019年5月3日   |
| 2    | 10   | 10   | 2020年5月8日   | 2020年5月8日   |
| 3    | 10   | 10   | 2022年11月17日 | 2022年11月17日 |

## 迴響

### 獲獎與提名
| 年份 | 獎項                             | 分類                                 | 提名者 | 結果 | 參考來源 |
| ---- | -------------------------------- | ------------------------------------ | --- | ---- | -------- |
| 2019 | 35th TCA Awards                  | 最佳新電視節目                       | 死生之交 | 提名 | [ 10 ]   |
| 2019 | 第71屆黃金時段艾美獎             | 喜劇類影集最佳女主角                 | 克麗絲汀娜·雅柏蓋特 | 提名 | [ 11 ]   |
| 2019 | 第24屆衛星獎                     | 最佳音樂及喜劇類影集女演員           | 克麗絲汀娜·雅柏蓋特 | 提名 | [ 12 ]   |
| 2020 | 第77屆金球獎                     | 最佳電視影集演出–音樂及喜劇類 女主角 | 克麗絲汀娜·雅柏蓋特 | 提名 | [ 13 ]   |
| 2020 | 第25屆評論家選擇電視獎           | 喜劇類影集最佳女演員                 | 克麗絲汀娜·雅柏蓋特 | 提名 | [ 14 ]   |
| 2020 | 第26屆美國演員工會獎             | 喜劇類影集最佳女演員                 | 克麗絲汀娜·雅柏蓋特 | 提名 | [ 15 ]   |
| 2020 | 第34屆美國選角指導工會獎         | 電視試播集和第一季 - 喜劇類          | Sherry Thomas, Sharon Bialy and Russell Scott | 提名 | [ 16 ]   |
| 2020 | 第72屆美國編劇工會獎             | 最佳新電視節目                       | Rebecca Addelman, Njeri Brown, 利茲·費爾德曼, 凱利·哈欽森, Anthony King, Emma Rathbone, Kate Robin and Abe Sylvia                                                                                                | 提名 | [ 17 ]   |
| 2020 | 第72屆美國編劇工會獎             | 最佳情境喜劇電視節目                 | 利茲·費爾德曼 (for "Pilot") | 獲獎 | [ 17 ]   |
| 2020 | 第36屆電視評論家協會獎           | 傑出喜劇成就                         | 死生之交 | 提名 | [ 18 ]   |
| 2020 | 第36屆電視評論家協會獎           | 個人喜劇成就                         | 克麗絲汀娜·雅柏蓋特 | 提名 | [ 18 ]   |
| 2020 | 第72屆黃金時段艾美獎             | 最佳喜劇類影集獎                     | 利茲·費爾德曼, 威爾·法洛, 亞當·麥凱, Jessica Elbaum, 克麗絲汀娜·雅柏蓋特, Christie Smith, 琳達·卡迪林尼, Cara DiPaolo, Jessi Klein, Elizabeth Benjamin, Dan Dietz, Joe Hardesty, Buddy Enright and Denise Pleune | 提名 | [ 19 ]   |
| 2020 | 第72屆黃金時段艾美獎             | 最佳喜劇類影集女主角                 | 克麗絲汀娜·雅柏蓋特 | 提名 | [ 19 ]   |
| 2020 | 第72屆黃金時段艾美獎             | 最佳喜劇類影集女主角                 | 琳達·卡迪林尼 | 提名 | [ 19 ]   |
| 2020 | 第72屆創意藝術艾美獎             | 最佳喜劇影集選角                     | Sherry Thomas, Russell Scott and Sharon Bialy | 提名 | [ 20 ]   |
| 2021 | 2020年藝術指導公會傑出作品設計獎 | 半小時單機位電視劇卓越製作設計       | L.J. Houdyshell (for "You Don't Have to Go" and "It Had to Be You") | 提名 | [ 21 ]   |
| 2021 | 2020年電影音訊協會獎             | 電視連續劇混音傑出成就–半小時        | Steven Michael Morantz, Brad Sherman, Alexander Gruzdev and Jason Oliver (for "You Know What You Did") | 提名 | [ 22 ]   |
| 2021 | 第26屆評論家選擇電視獎           | 喜劇類影集最佳女演員                 | 克麗絲汀娜·雅柏蓋特 | 提名 | [ 23 ]   |
| 2021 | 第32屆GLAAD媒體獎                | GLAAD優秀喜劇系列媒體獎              | 死生之交 | 提名 | [ 24 ]   |
| 2021 | 美國化妝/髮型師協會獎            | 最佳當代妝髮                         | Jacqueline Knowlton, Toryn Reed, Kim Greene and Liz Lash | 提名 | [ 25 ]   |
| 2021 | 美國電影音效剪輯師協會獎         | 聲音剪輯傑出成就－35分鐘內的真人表演 | Walter Newman, Darleen Stoker, Ron Salalses, Amber Funk, Peter Reynolds, Arno Stephanian, Sanaa Kelley and Matt Salib (for "If You Only Knew")                                                                   | 提名 | [ 26 ]   |
| 2021 | 第25屆衛星獎                     | 最佳音樂及喜劇類影集                 | 死生之交 | 提名 | [ 27 ]   |
| 2021 | 第25屆衛星獎                     | 最佳音樂及喜劇類影集 女演員          | 克麗絲汀娜·雅柏蓋特 | 提名 | [ 27 ]   |
| 2021 | 第25屆衛星獎                     | 最佳音樂及喜劇類影集 女演員          | 琳達·卡迪林尼 | 提名 | [ 27 ]   |
| 2021 | 第27屆美國演員工會獎             | 喜劇類影集最佳整體演出               | 克麗絲汀娜·雅柏蓋特, 琳達·卡迪林尼, 麥克斯·詹金斯, 詹姆斯·馬斯登, 山姆·麥卡錫, 娜塔莉·莫拉萊斯, 黛安娜-瑪麗亞·里瓦, 路克·羅斯勒                                                                                  | 提名 | [ 28 ]   |
| 2021 | 第27屆美國演員工會獎             | 喜劇類影集最佳女演員                 | 克麗絲汀娜·雅柏蓋特 | 提名 | [ 28 ]   |
| 2021 | 第27屆美國演員工會獎             | 喜劇類影集最佳女演員                 | 琳達·卡迪林尼 | 提名 | [ 28 ]   |
| 2021 | 第73屆美國編劇工會獎             | 電視：情境喜劇                       | 利茲·費爾德曼, 凱利·哈欽森 (for "It's Not You, It's Me") | 提名 | [ 29 ]   |
| 2023 | 第29屆美國演員工會獎             | 喜劇類影集最佳女演員                 | 克麗絲汀娜·雅柏蓋特 | 提名 | [ 30 ]   |
| 2023 | 第75屆黃金時段艾美獎             | 最佳喜劇類影集女主角                 | 克麗絲汀娜·雅柏蓋特 | 提名 | [ 31 ]   |

## 外部連結
- 在Netflix上觀看《死生之交》
- 互联网电影数据库（IMDb）上《死生之交》的资料（英文）